# Фанфара
Фанфа́ра (итал. fanfara, фр. fanfare) — медный духовой музыкальный инструмент, используется в основном для подачи сигналов, представляет собой удлинённую трубу с узкой мензурой, обычно без вентилей. Также фанфара — музыкальная фраза торжественного или воинственного характера, подаваемая с помощью этого инструмента.

## Музыкальный инструмент

### Звучание
На фанфаре можно извлечь только тоны натурального звукоряда (со 2-й до (зависит от длины трубки фанфары) 12-й гармоники). Исторически фанфара изготовлялась в различных строях, но в современной музыкальной практике используется в основном фанфара in Es (партия записывается на малую терцию ниже реального звучания). Фанфара применяется в основном для подачи сигналов. Пионерская фанфара (горн) может быть в строе Си-бемоль (как труба).

### Труба Аиды
В 1870 году специально для постановки оперы «Аида» Джузеппе Верди был создан особый вид фанфары — «египетская труба», или «труба Аиды». Это длинная труба (около 1,5 м) с одним вентилем, понижающим звук на тон. Имеет сильное и яркое звучание.

## Сигнал
Фанфары как мелодия для официальных случаев обычно состоят из мажорных трезвучий. Исполняются на медных духовых инструментах, иногда в сопровождении ударных. Фанфары существуют как самостоятельные музыкальные пьесы и как часть более крупных музыкальных произведений. Используются в симфонической, оперной музыке. Встречаются фанфары в виде небольших пьес для труб, литавр, валторн и тромбонов. В двухголосных фанфарах широко применяются валторновые ходы.
Фанфары в виде небольших пьес обычно предназначены для исполнения в торжественных случаях. В сюитах XVIII в. фанфарами назывались короткие и шумные фрагменты с быстрыми повторениями аккордов. В фольклористике термин «фанфарная мелодика» применяется по отношению к мелодике некоторых народов (например, индейцев, а также пигмеев Африки и аборигенов Австралии), в которой преобладают широкие интервалы — терции, кварты и квинты, а также к обладающим сходными особенностями песенным жанрам европ. народов (в том числе йодлю). Фанфарные сигналы, использовавшиеся на практике, собраны в ряде национальных сборников, самые ранние из которых относятся к XVII в.
Музыкальные фрагменты фанфарного характера встречаются в произведениях различных музыкальных жанров (операх, симфониях, маршах и др.). Одно из первых известных использований фанфар в музыкальном произведении — увертюра к опере Монтеверди «Орфей» (1607), которая включает пятиголосные фанфары. Трубная фанфара использовалась в увертюрах «Леонора» № 2 и «Леонора» № 3 (в сокращенном варианте), а также в увертюре Бетховена «Фиделио». Русские и советские композиторы тоже нередко использовали фанфарные темы: например, «Итальянское каприччо» Чайковского, опера «Мать» Хренникова, «Праздничная увертюра» Шостаковича, «Патетическая оратория» Свиридова и др.